# European Championships 2022/Teilnehmer (Großbritannien)
| Gelbes Symbol für Goldmedaillen mit stilisierten Olympischen Ringen | Graues Symbol für Silbermedaillen mit stilisierten Olympischen Ringen | Braundes Symbol für Bronzemedaillen mit stilisierten Olympischen Ringen |
| ------------------------------------------------------------------- | --------------------------------------------------------------------- | ----------------------------------------------------------------------- |
| 24                                                                  | 19                                                                    | 17                                                                      |

Das Vereinigte Königreich nahm als Großbritannien mit 248 Athleten an den European Championships 2022 in München teil.

## Medaillen

### Medaillenspiegel
| Rang   | Sportart       | Gold | Silber | Bronze | Gesamt |
| ------ | -------------- | ---- | ------ | ------ | ------ |
| 1      | Leichtathletik | 6    | 6      | 8      | 20     |
| 2      | Rudern         | 6    | 3      | 1      | 10     |
| 3      | Kanurennsport  | 5    | 3      | 3      | 11     |
| 4      | Turnen         | 5    | 3      | 3      | 11     |
| 5      | Mountainbike   | 1    | –      | –      | 1      |
| 6      | Triathlon      | 1    | –      | –      | 1      |
| 7      | Bahnradsport   | –    | 3      | 2      | 5      |
| 8      | BMX-Freestyle  | –    | 1      | –      | 1      |
| Gesamt | Gesamt         | 24   | 19     | 17     | 60     |

### Medaillengewinner
| Name/n | Sportart       | Wettkampf                          |
| --- | -------------- | ---------------------------------- |
| Gold |                |                                    |
| Charlotte Henshaw | Kanurennsport  | VL3 200 m                          |
| Jack Eyers | Kanurennsport  | VL3 200 m                          |
| Emma Wiggs | Kanurennsport  | VL2 200 m                          |
| Emma Wiggs | Kanurennsport  | KL2 200 m                          |
| Laura Sugar | Kanurennsport  | KL3 200 m                          |
| Keely Hodgkinson | Leichtathletik | 800 m                              |
| Laura Muir | Leichtathletik | 1500 m                             |
| Zharnel Hughes | Leichtathletik | 200 m                              |
| Matthew Hudson-Smith | Leichtathletik | 400 m                              |
| Jeremiah Azu Jona Efoloko Zharnel Hughes (Finale) Nethaneel Mitchell-Blake (Finale) Tommy Ramdhan (Vorlauf) Harry Aikines-Aryeetey (Vorlauf)                                                                 | Leichtathletik | 4 × 100 m                          |
| Lewis Davey Alex Haydock-Wilson Matthew Hudson-Smith (Finale) Charles Dobson (Finale) Joseph Brier (Vorlauf) Rio Mitcham (Vorlauf) Ben Higgins (Ersatz) Kevin Metzger (Ersatz) Jamal Rhoden-Stevens (Ersatz) | Leichtathletik | 4 × 400 m                          |
| Thomas Pidcock | Mountainbike   | Cross-Country                      |
| Heidi Long Rowan McKellar Samantha Redgrave Rebecca Shorten | Rudern         | Vierer ohne Steuerfrau             |
| William Stewart Samuel Nunn Matthew Aldridge Freddie Davidson | Rudern         | Vierer mit Steuermann              |
| Jessica Marie Leyden Lola Anderson Georgina Megan Brayshaw Lucy Glover | Rudern         | Doppelvierer                       |
| Rory Gibbs Morgan Bolding David Bewicke-Copley Sholto Carnegie Charles Elwes Thomas Digby James Rudkin Tom Ford Harry Brightmore                                                                             | Rudern         | Achter                             |
| Francesca Allen Giedre Rakauskaite Edward Fuller Oliver Stanhope Erin Kennedy | Rudern         | Mixed-Vierer mit Steuermann/ -frau |
| Emily Craig Imogen Grant | Rudern         | Leichtgewichts-Zweier              |
| Non Stanford | Triathlon      | Einzel                             |
| Jessica Gadirova | Turnen         | Boden                              |
| Joe Fraser | Turnen         | Mehrkampf                          |
| Joe Fraser | Turnen         | Barren                             |
| James Hall Joe Fraser Jake Jarman Courtney Tulloch Giarnni Regini-Morgan | Turnen         | Mannschaftsmehrkampf               |
| Jake Jarman | Turnen         | Sprung                             |
| Silber |                |                                    |
| Jessica Roberts | Bahnradsport   | Scratch 10 km                      |
| Pfeiffer Georgi | Bahnradsport   | Ausscheidungsfahren                |
| Jack Carlin | Bahnradsport   | Sprint                             |
| Kieran Reilly | BMX-Freestyle  | Park                               |
| Hope Gordon | Kanurennsport  | VL3 200 m                          |
| Jeanette Chippington | Kanurennsport  | VL2 200 m                          |
| Charlotte Henshaw | Kanurennsport  | KL2 200 m                          |
| Dina Asher-Smith | Leichtathletik | 200 m                              |
| Eilish McColgan | Leichtathletik | 10.000 m                           |
| Zharnel Hughes | Leichtathletik | 100 m                              |
| Nethaneel Mitchell-Blake | Leichtathletik | 200 m                              |
| Jake Wightman | Leichtathletik | 800 m                              |
| Jake Heyward | Leichtathletik | 1500 m                             |
| Emily Ford Esmee Booth | Rudern         | Zweier ohne Steuerfrau             |
| Oliver Wynne-Griffith Tom George | Rudern         | Zweier ohne Steuermann             |
| Rebecca Edwards Lauren Irwin Emily Ford Esmee Booth Samantha Redgrave Rebecca Shorten Rowan McKellar Heidi Long Morgan Baynham-Williams                                                                      | Rudern         | Achter                             |
| Alice Kinsella | Turnen         | Mehrkampf                          |
| Georgia-Mae Fenton Alice Kinsella Jessica Gadirova Jennifer Gadirova Ondine Achampong | Turnen         | Mannschaftsmehrkampf               |
| Ondine Achampong | Turnen         | Schwebebalken                      |
| Bronze |                |                                    |
| Rhys Britton Kian Emadi Charlie Tanfield William Tidball Oliver Wood | Bahnradsport   | Mannschaftsverfolgung              |
| Jack Carlin Alistair Fielding Hamish Turnbull | Bahnradsport   | Teamsprint                         |
| Hope Gordon | Kanurennsport  | KL3 200 m                          |
| Jonathan Young | Kanurennsport  | KL3 200 m                          |
| David Phillipson | Kanurennsport  | KL2 200 m                          |
| Daryll Neita | Leichtathletik | 100 m                              |
| Eilish McColgan | Leichtathletik | 5000 m                             |
| Elizabeth Bird | Leichtathletik | 3000 m Hindernis                   |
| Ama Pipi Nicole Yeargin Victoria Ohuruogu Jodie Williams Laviai Nielsen (Vorlauf) Zoey Clark (Vorlauf) Hannah Williams (Ersatz)                                                                              | Leichtathletik | 4 × 400 m                          |
| Jeremiah Azu | Leichtathletik | 100 m                              |
| Alex Haydock-Wilson | Leichtathletik | 400 m                              |
| Jazmin Sawyers | Leichtathletik | Weitsprung                         |
| Lawrence Okoye | Leichtathletik | Diskuswurf                         |
| Benjamin Britchard | Rudern         | PR1                                |
| Jake Jarman | Turnen         | Boden                              |
| Courtney Tulloch | Turnen         | Ringe                              |
| Giarnni Regini-Morgan | Turnen         | Reck                               |

## Teilnehmer nach Sportarten

### Kanurennsport
| Athleten                                                | Wettbewerb | Vorlauf      | Vorlauf | Vorlauf       | Halbfinale    | Halbfinale    | Halbfinale    | Finale        | Finale        | Rang   |
| Athleten                                                | Wettbewerb | Zeit         | Rang    | Qualifikation | Zeit          | Rang          | Qualifikation | Zeit          | Rang          | Rang   |
| ------------------------------------------------------- | ---------- | ------------ | ------- | ------------- | ------------- | ------------- | ------------- | ------------- | ------------- | ------ |
| Frauen                                                  |            |              |         |               |               |               |               |               |               |        |
| Katie Reid                                              | C-1 200 m  | 50,636 s     | 4       | Halbfinale    | 49,790 s      | 4             | –             | ausgeschieden | ausgeschieden | 10     |
| Anna Palmer                                             | C-1 5000 m | —            | —       | —             | —             | —             | —             | 28:14,092 min | 6             | 6      |
| Isabel Evans Katie Reid                                 | C-2 200 m  | —            | —       | —             | —             | —             | —             | 46,024 s      | 6             | 6      |
| Afton Fitzhenry Bethany Gill                            | C-2 500 m  | —            | —       | —             | —             | —             | —             | 2:04,474 min  | 6             | 6      |
| Emily Lewis                                             | K-1 500 m  | 1:58,855 min | 4       | Halbfinale    | 1:54,903 min  | 4             | B-Finale      | 1:58,632 min  | 3             | 12     |
| Melissa Johnson                                         | K-1 5000 m | —            | —       | —             | —             | —             | —             | KO            | 14            | 14     |
| Grace Anderson                                          | K-1 1000 m | 4:24,926 min | 8       | Halbfinale    | 4:27,215 min  | 7             | –             | ausgeschieden | ausgeschieden | 13     |
| Deborah Kerr Emma Russell                               | K-2 500 m  | 1:50,712 min | 3       | Halbfinale    | 1:44,084 min  | 2             | A-Finale      | 1:45,172 min  | 7             | 7      |
| Deborah Kerr Emily Lewis Emma Russell Rebeka Simon      | K-4 500 m  | 1:35,815 min | 2       | Finale        | –             | –             | –             | 1:38,592 min  | 6             | 6      |
| Jeanette Chippington                                    | KL-1 200 m | —            | —       | —             | —             | —             | —             | 56,786 s      | 4             | 4      |
| Jeanette Chippington                                    | VL-2 200 m | —            | —       | —             | —             | —             | —             | 1:01,034 min  | 2             | Silber |
| Hope Gordon                                             | KL-3 200 m | —            | —       | —             | —             | —             | —             | 48,264 s      | 3             | Bronze |
| Hope Gordon                                             | VL-3 200 m | —            | —       | —             | —             | —             | —             | 57,190 s      | 2             | Silber |
| Charlotte Henshaw                                       | KL-2 200 m | —            | —       | —             | —             | —             | —             | 49,887 s      | 2             | Silber |
| Charlotte Henshaw                                       | VL-3 200 m | —            | —       | —             | —             | —             | —             | 57,020 s      | 1             | Gold   |
| Emma Wiggs                                              | KL-2 200 m | —            | —       | —             | —             | —             | —             | 47,845 s      | 1             | Gold   |
| Emma Wiggs                                              | VL-2 200 m | —            | —       | —             | —             | —             | —             | 56,036 s      | 1             | Gold   |
| Laura Sugar                                             | KL-3 200 m | —            | —       | —             | —             | —             | —             | 47,443 s      | 1             | Gold   |
| Männer                                                  |            |              |         |               |               |               |               |               |               |        |
| Jonathan Jones Benjamin Phillips                        | C-2 500 m  | 1:52,953 min | 7       | Halbfinale    | 1:46,336 min  | 8             | –             | ausgeschieden | ausgeschieden | 14     |
| Trevor Thomson                                          | K-1 500 m  | 1:45,816 min | 8       | –             | ausgeschieden | ausgeschieden | ausgeschieden | ausgeschieden | ausgeschieden | 22     |
| Daniel Johnson                                          | K-1 1000 m | 3:37,305 min | 2       | Halbfinale    | 3:36,139 min  | 2             | A-Finale      | 3:37,839 min  | 8             | 8      |
| Matthew Johnson                                         | K-1 5000 m | —            | —       | —             | —             | —             | —             | DNF           | DNF           | DNF    |
| Lewis Fletcher Thomas Lusty                             | K-2 200 m  | 1:39,708 min | 8       | –             | ausgeschieden | ausgeschieden | ausgeschieden | ausgeschieden | ausgeschieden | 22     |
| Daniel Johnson Matthew Johnson                          | K-2 1000 m | 3:21,436 min | 3       | Finale        | –             | –             | –             | 3:19,455 min  | 6             | 6      |
| Noah Dembele Lewis Fletcher Thomas Lusty Trevor Thomson | K-4 500 m  | 1:24,412 min | 7       | Halbfinale    | 1:25,934 min  | 9             | –             | ausgeschieden | ausgeschieden | 15     |
| David Phillipson                                        | KL-2 200 m | 44,074 s     | 3       | Finale        | –             | –             | –             | 42,698 s      | 3             | Bronze |
| Stewart Clark                                           | VL-2 200 m | —            | —       | —             | —             | —             | —             | 59,471 s      | 6             | 6      |
| Jonathan Young                                          | KL-3 200 m | —            | —       | —             | —             | —             | —             | 42,006 s      | 3             | Bronze |
| Jon Tarrant                                             | KL-3 300 m | —            | —       | —             | —             | —             | —             | 42,816 s      | 6             | 6      |
| Jack Eyers                                              | VL-3 200 m | 48,836 s     | 1       | Finale        | –             | –             | –             | 50,942 s      | 7             | 7      |
| Martin Tweedie                                          | VL-3 200 m | 54,076 s     | 6       | Halbfinale    | 50,182 s      | 3             | Finale        | 47,214 s      | 1             | Gold   |

### Leichtathletik
Laufen und Gehen
| Athleten | Wettbewerb          | Vorlauf      | Vorlauf | Halbfinale    | Halbfinale    | Finale        | Finale        | Rang   |
| Athleten | Wettbewerb          | Zeit         | Rang    | Zeit          | Rang          | Zeit          | Rang          | Rang   |
| --- | ------------------- | ------------ | ------- | ------------- | ------------- | ------------- | ------------- | ------ |
| Frauen |                     |              |         |               |               |               |               |        |
| Ashleigh Nelson | 100 m               | 11,41 s      | 4       | 11,47 s       | 15            | ausgeschieden | ausgeschieden | 15     |
| Imani Lansiquot | 100 m               | –            | –       | 11,23 s       | 6             | 11,21 s       | 5             | 5      |
| Daryll Neita | 100 m               | –            | –       | 10,95 s       | 1             | 11,00 s       | 3             | Bronze |
| Daryll Neita | 200 m               | –            | –       | DNS           | DNS           | ausgeschieden | ausgeschieden | DNS    |
| Dina Asher-Smith | 100 m               | –            | –       | 11,15 s       | 4             | 16,03 s       | 8             | 8      |
| Dina Asher-Smith | 200 m               | –            | –       | 22,53 s       | 1             | 22,43 s       | 2             | Silber |
| Jodie Williams | 200 m               | 22,92 s      | 1       | 23,03 s       | 5             | 22,85 s       | 4             |        |
| Beth Dobbin | 200 m               | DSQ          | DSQ     | ausgeschieden | ausgeschieden | ausgeschieden | ausgeschieden | DSQ    |
| Laviai Nielsen | 400 m               | 51,60 s      | 3       | 51,53 s       | 12            | ausgeschieden | ausgeschieden | 12     |
| Victoria Ohuruogu | 400 m               | –            | –       | 50,50 s       | 3             | 50,51 s       | 4             | 4      |
| Nicole Yeargin | 400 m               | –            | –       | 52,09 s       | 16            | ausgeschieden | ausgeschieden | 16     |
| Alexandra Bell | 800 m               | 2:02,43 min  | 9       | 2:00,53 min   | 3             | 2:00,68 min   | 6             | 6      |
| Keely Hodgkinson | 800 m               | 2:03,72 min  | 21      | 2:00,67 min   | 4             | 1:59,04 min   | 1             | Gold   |
| Jemma Reekie | 800 m               | 2:02,36 min  | 8       | 2:00,30 min   | 2             | 2:00,31 min   | 5             | 5      |
| Ellie Baker | 1500 m              | 4:04,90 min  | 8       | —             | —             | 4:05,83 min   | 8             | 8      |
| Melissa Courtney-Bryant | 1500 m              | 4:09,11 min  | 21      | —             | —             | ausgeschieden | ausgeschieden | 21     |
| Laura Muir | 1500 m              | 4:06,40 min  | 10      | —             | —             | 4:01,08 min   | 1             | Gold   |
| Katie Snowden | 1500 m              | 4:03,76 min  | 5       | —             | —             | 4:04,97 min   | 4             | 4      |
| Amy-Eloise Markovc | 5000 m              | —            | —       | —             | —             | 15:08,75 min  | 5             | 5      |
| Calli Thackery | 5000 m              | —            | —       | —             | —             | 15:08,79 min  | 6             | 6      |
| Eilish McColgan | 5000 m              | —            | —       | —             | —             | 14:59,34 min  | 3             | Bronze |
| Eilish McColgan | 10.000 m            | —            | —       | —             | —             | 30:41,05 min  | 2             | Silber |
| Samantha Harrison | 10.000 m            | —            | —       | —             | —             | 31:46,87 min  | 6             | 6      |
| Jessica Judd | 10.000 m            | —            | —       | —             | —             | 32:23,98 min  | 10            | 10     |
| Jessica Hunter | 100 m Hürden        | 13,27 s      | 6       | 13,43 s       | 22            | ausgeschieden | ausgeschieden | 22     |
| Cindy Sember | 100 m Hürden        | –            | –       | 12,62 s       | 1             | 13,16 s       | 8             | 8      |
| Jessie Knight | 400 m Hürden        | –            | –       | 55,39 s       | 10            | ausgeschieden | ausgeschieden | 10     |
| Hayley McClean | 400 m Hürden        | 56,64 s      | 7       | 56,20 s       | 15            | ausgeschieden | ausgeschieden | 15     |
| Lina Nielsen | 400 m Hürden        | –            | –       | 57,19 s       | 21            | ausgeschieden | ausgeschieden | 21     |
| Elizabeth Bird | 3000 m Hindernis    | 9:40,05 min  | 7       | —             | —             | 9:23,18 min   | 3             | Bronze |
| Aimee Pratt | 3000 m Hindernis    | 9:39,22 min  | 4       | —             | —             | 9:35,31 min   | 7             | 7      |
| Elise Thorner | 3000 m Hindernis    | 10:08,46 min | 26      | —             | —             | ausgeschieden | ausgeschieden | 26     |
| Becky Briggs | Marathon            | —            | —       | —             | —             | 2:39:02 h     | 31            | 31     |
| Rosie Edwards | Marathon            | —            | —       | —             | —             | 2:40:47 h     | 35            | 35     |
| Naomi Mitchell | Marathon            | —            | —       | —             | —             | 2:36:44 h     | 25            | 25     |
| Alice Wright | Marathon            | —            | —       | —             | —             | 2:35:33 h     | 22            | 22     |
| Alice Wright Rosie Edwards Naomi Mitchell Becky Briggs | Marathon Mannschaft | —            | —       | —             | —             | 7:51:19 h     | 6             | 6      |
| Heather Lewis | 20 km Gehen         | —            | —       | —             | —             | 1:35:36 min   | 13            | 13     |
| Bethan Davies | 35 km Gehen         | —            | —       | —             | —             | 2:59:38 min   | 11            | 11     |
| Asha Philip Imani Lansiquot Ashleigh Nelson Dina Asher-Smith Bianca Williams (Vorlauf) Kristal Awuah (Ersatz)                                                                                                | 4 × 100 m           | 42,83 s      | 1       | —             | —             | DNF           | DNF           | DNF    |
| Ama Pipi Nicole Yeargin Victoria Ohuruogu Jodie Williams Laviai Nielsen (Vorlauf) Zoey Clark (Vorlauf) Hannah Williams (Ersatz)                                                                              | 4 × 400 m           | 3:23,79 min  | 1       | —             | —             | 3:21,74 min   | 3             | Bronze |
| Männer |                     |              |         |               |               |               |               |        |
| Jeremiah Azu | 100 m               | –            | –       | 10,17 s       | 7             | 10,13 s       | 3             | Bronze |
| Ojie Edoburun | 100 m               | –            | –       | 10,25 s       | 17            | ausgeschieden | ausgeschieden | 17     |
| Reece Prescod | 100 m               | –            | –       | 10,10 s       | 3             | 10,18 s       | 7             | 7      |
| Zharnel Hughes | 100 m               | –            | –       | 10,03 s       | 2             | 9,99 s        | 2             | Silber |
| Zharnel Hughes | 200 m               | –            | –       | 20,19 s       | 1             | 20,07 s       | 1             | Gold   |
| Charles Dobson | 200 m               | –            | –       | 20,21 s       | 2             | 20,34 s       | 4             | 4      |
| Nethaneel Mitchell-Blake | 200 m               | –            | –       | 20,34 s       | 6             | 20,17 s       | 2             | Silber |
| Joseph Brier | 400 m               | 46,06 s      | 15      | ausgeschieden | ausgeschieden | ausgeschieden | ausgeschieden | 23     |
| Alex Haydock-Wilson | 400 m               | –            | –       | 45,45 s       | 4             | 45,17 s       | 3             | Bronze |
| Matthew Hudson-Smith | 400 m               | –            | –       | 44,98 s       | 1             | 44,53 s       | 1             | Gold   |
| Ben Pattison | 800 m               | 1:47,64 min  | 12      | 1:46,95 min   | 4             | 1:45,63 min   | 6             | 6      |
| Daniel Rowden | 800 m               | 1:47,67 min  | 15      | 1:48,80 min   | 13            | ausgeschieden | ausgeschieden | 13     |
| Jake Wightman | 800 m               | 1:45,94 min  | 1       | 1:46,61 min   | 2             | 1:44,91 min   | 2             | Silber |
| Neil Gourley | 1500 m              | 3:38,07 min  | 4       | —             | —             | 3:38,40 min   | 8             | 8      |
| Jake Heyward | 1500 m              | 3:39,30 min  | 12      | —             | —             | 3:34,44 min   | 2             | Silber |
| Matthew Stonier | 1500 m              | 3:38,37 min  | 5       | —             | —             | 3:35,97 min   | 5             | 5      |
| Andrew Butchart | 5000 m              | —            | —       | —             | —             | 13:31,47 min  | 7             | 7      |
| Patrick Dever | 5000 m              | —            | —       | —             | —             | 13:45,89 min  | 21            | 21     |
| Sam Atkin | 5000 m              | —            | —       | —             | —             | 13:32,35 min  | 9             | 9      |
| Sam Atkin | 10.000 m            | —            | —       | —             | —             | DNF           | DNF           | DNF    |
| Emile Cairesse | 10.000 m            | —            | —       | —             | —             | 28:07,37 min  | 11            | 11     |
| Marc Scott | 10.000 m            | —            | —       | —             | —             | 28:07,72 min  | 12            | 12     |
| David King | 110 m Hürden        | 13,63 s      | 2       | 13,73 s       | 17            | ausgeschieden | ausgeschieden | 17     |
| Miguel Perera | 110 m Hürden        | 13,72 s      | 5       | 13,58 s       | 11            | ausgeschieden | ausgeschieden | 11     |
| Andrew Pozzi | 110 m Hürden        | –            | –       | 13,48 s       | 7             | 13,66 s       | 6             | 6      |
| Seamus Derbyshire | 400 m Hürden        | 50,08 s      | 9       | 49,63 s       | 15            | ausgeschieden | ausgeschieden | 15     |
| Joshua Faulds | 400 m Hürden        | 51,21 s      | 21      | ausgeschieden | ausgeschieden | ausgeschieden | ausgeschieden | 31     |
| Jacob Paul | 400 m Hürden        | 49,40 s      | 2       | 49,48 s       | 10            | ausgeschieden | ausgeschieden | 10     |
| Jamaine Coleman | 3000 m Hindernis    | 8:39,22 min  | 19      | —             | —             | ausgeschieden | ausgeschieden | 19     |
| Phil Norman | 3000 m Hindernis    | 8:32,00 min  | 5       | —             | —             | 8:33,05 min   | 9             | 9      |
| Zak Seddon | 3000 m Hindernis    | 8:46,74 min  | 24      | —             | —             | ausgeschieden | ausgeschieden | 24     |
| Mohamud Aadan | Marathon            | —            | —       | —             | —             | 2:17:34 h     | 30            | 30     |
| Luke Caldwell | Marathon            | —            | —       | —             | —             | DNF           | DNF           | DNF    |
| Andrew Davies | Marathon            | —            | —       | —             | —             | 2:18:23 h     | 35            | 35     |
| Andrew Heyes | Marathon            | —            | —       | —             | —             | 2:19:47 h     | 44            | 44     |
| Philip Sesemann | Marathon            | —            | —       | —             | —             | 2:15:17 h     | 17            | 17     |
| Mohamud Aadan Andrew Heyes Philip Sesemann Luke Caldwell Andrew Davies | Marathon Mannschaft | —            | —       | —             | —             | 6:51:14 h     | 7             | 7      |
| Callum Wilkinson | 20 km Gehen         | —            | —       | —             | —             | DSQ           | DSQ           | DSQ    |
| Jeremiah Azu Jona Efoloko Zharnel Hughes (Finale) Nethaneel Mitchell-Blake (Finale) Tommy Ramdhan (Vorlauf) Harry Aikines-Aryeetey (Vorlauf)                                                                 | 4 × 100 m           | 38,41 s      | 3       | —             | —             | 37,67 s (CR)  | 1             | Gold   |
| Lewis Davey Alex Haydock-Wilson Matthew Hudson-Smith (Finale) Charles Dobson (Finale) Joseph Brier (Vorlauf) Rio Mitcham (Vorlauf) Ben Higgins (Ersatz) Kevin Metzger (Ersatz) Jamal Rhoden-Stevens (Ersatz) | 4 × 400 m           | 3:02,36 min  | 7       | —             | —             | 2:59,35 min   | 1             | Gold   |

Springen und Werfen
| Athleten            | Wettbewerb     | Qualifikation | Qualifikation | Finale        | Finale        | Rang          |
| Athleten            | Wettbewerb     | Weite/Höhe    | Rang          | Weite/Höhe    | Rang          | Rang          |
| ------------------- | -------------- | ------------- | ------------- | ------------- | ------------- | ------------- |
| Frauen              |                |               |               |               |               |               |
| Morgan Lake         | Hochsprung     | 1,87 m        | 9             | ausgeschieden | ausgeschieden | 9             |
| Laura Zialor        | Hochsprung     | NM            | NM            | ausgeschieden | ausgeschieden | ausgeschieden |
| Abigail Irozuru     | Weitsprung     | 6,15 m        | 20            | ausgeschieden | ausgeschieden | 20            |
| Jazmin Sawyers      | Weitsprung     | 6,60 m        | 6             | 6,80 m        | 3             | Bronze        |
| Jahisha Thomas      | Weitsprung     | 6,57 m        | 10            | 6,37 m        | 10            | 10            |
| Naomi Metzger       | Dreisprung     | 14,24 m       | 4             | 14,33 m       | 6             | 6             |
| Molly Caudery       | Stabhochsprung | 4,50 m        | 8             | 4,55 m        | 7             | 7             |
| Sophie Cook         | Stabhochsprung | 4,50 m        | 9             | 4,40 m        | 9             | 9             |
| Sophie McKinna      | Kugelstoßen    | 17,33 m       | 12            | 16,29 m       | 12            | 12            |
| Divine Oladipo      | Kugelstoßen    | 17,20 m       | 15            | ausgeschieden | ausgeschieden | 15            |
| Amelia Strickler    | Kugelstoßen    | 17,16 m       | 16            | ausgeschieden | ausgeschieden | 16            |
| Jessica Mayho       | Hammerwurf     | 63,90 m       | 22            | ausgeschieden | ausgeschieden | 22            |
| Charlotte Payne     | Hammerwurf     | NM            | NM            | ausgeschieden | ausgeschieden | ausgeschieden |
| Anna Purchase       | Hammerwurf     | NM            | NM            | ausgeschieden | ausgeschieden | ausgeschieden |
| Jade Lally          | Diskuswurf     | 57,68 m       | 11            | 57,08 m       | 9             | 9             |
| Kirsty Law          | Diskuswurf     | 54,83 m       | 21            | ausgeschieden | ausgeschieden | 21            |
| Bekah Walton        | Speerwurf      | 54,20 m       | 19            | ausgeschieden | ausgeschieden | 19            |
| Männer              |                |               |               |               |               |               |
| Joel Clarke-Khan    | Hochsprung     | 2,21 m        | 13            | NM            | NM            | NM            |
| David Smith         | Hochsprung     | 2,17 m        | 18            | ausgeschieden | ausgeschieden | 18            |
| Reynold Banigo      | Weitsprung     | 7,75 m        | 9             | 7,66 m        | 10            | 10            |
| Jacob Fincham-Dukes | Weitsprung     | 7,86 m        | 5             | 7,97 m        | 5             | 5             |
| Jack Roach          | Weitsprung     | 7,35 m        | 18            | ausgeschieden | ausgeschieden | 18            |
| Ben Williams        | Dreisprung     | 16,47 m       | 8             | 16,66 m       | 6             | 6             |
| Harry Coppell       | Stabhochsprung | NM            | NM            | ausgeschieden | ausgeschieden | ausgeschieden |
| Scott Lincoln       | Kugelstoßen    | 20,64 m       | 5             | 19,90 m       | 10            | 10            |
| Nick Miller         | Hammerwurf     | 76,09 m       | 9             | 77,29 m       | 8             | 8             |
| Lawrence Okoye      | Diskuswurf     | 62,56 m       | 8             | 67,14 m       | 3             | Bronze        |
| Nicholas Percy      | Diskuswurf     | 61,26 m       | 14            | ausgeschieden | ausgeschieden | 14            |

 Mehrkampf 
| Athletinnen  | 100 m Hürden | 100 m Hürden | Hochsprung | Hochsprung | Kugelstoßen | Kugelstoßen | 200 m   | 200 m  | Weitsprung | Weitsprung | Speerwurf | Speerwurf | 800 m       | 800 m  | Punkte | Rang |
| Athletinnen  | Zeit         | Punkte       | Höhe       | Punkte     | Weite       | Punkte      | Zeit    | Punkte | Weite      | Punkte     | Weite     | Punkte    | Zeit        | Punkte | Punkte | Rang |
| ------------ | ------------ | ------------ | ---------- | ---------- | ----------- | ----------- | ------- | ------ | ---------- | ---------- | --------- | --------- | ----------- | ------ | ------ | ---- |
| Siebenkampf  |              |              |            |            |             |             |         |        |            |            |           |           |             |        |        |      |
| Holly Mills  | 13,74 s      | 1015         | 1,74 m     | 903        | 13,23 m     | 743         | 25,11 s | 877    | 5,72 m     | 765        | DNS       | DNS       | DNS         | DNS    | DNF    | DNF  |
| Jade O’Dowda | 13,72 s      | 1018         | 1,80 m     | 978        | 12,98 m     | 726         | 24,80 s | 905    | 6,27 m     | 934        | 41,21 m   | 691       | 2:12,03 min | 935    | 6187   | 7    |

### Radsport

#### Bahn
| Athleten                                                                                                | Wettbewerb            | Qualifikation | Qualifikation | 1. Runde     | 1. Runde | Hoffnungslauf | Hoffnungslauf | Halbfinale    | Halbfinale    | Finals                | Finals        | Rang   |
| Athleten                                                                                                | Wettbewerb            | Zeit          | Rang          | Zeit         | Rang     | Zeit          | Rang          | Zeit          | Rang          | Zeit/Punkte           | Rang          | Rang   |
| --- | --------------------- | ------------- | ------------- | ------------ | -------- | ------------- | ------------- | ------------- | ------------- | --------------------- | ------------- | ------ |
| Frauen                                                                                                  |                       |               |               |              |          |               |               |               |               |                       |               |        |
| Josie Knight                                                                                            | Einerverfolgung       | 3:25,231 min  | 4             | —            | —        | —             | —             | —             | —             | Platz 3: 3:27,523 min | 2             | 4      |
| Anna Morris                                                                                             | Einerverfolgung       | 3:26,307 min  | 5             | —            | —        | —             | —             | —             | —             | ausgeschieden         | ausgeschieden | 5      |
| Sophie Capewell                                                                                         | Keirin                | —             | —             | –            | 4        | –             | 2             | –             | 3             | –                     | 6             | 6      |
| Lauren Bell                                                                                             | Keirin                | —             | —             | –            | 6        | –             | 4             | ausgeschieden | ausgeschieden | ausgeschieden         | ausgeschieden | 16     |
| Lauren Bell                                                                                             | 500 m Zeitfahren      | 34,112 s      | 9             | —            | —        | —             | —             | —             | —             | ausgeschieden         | ausgeschieden | 9      |
| Pfeiffer Georgi                                                                                         | Ausscheidungsfahren   | —             | —             | —            | —        | —             | —             | —             | —             | –                     | 2             | Silber |
| Jessica Roberts                                                                                         | 10 km Scratch         | —             | —             | —            | —        | —             | —             | —             | —             | –                     | 2             | Silber |
| Neah Evans                                                                                              | 25 km Punktefahren    | —             | —             | —            | —        | —             | —             | —             | —             | 25 Punkte             | 5             | 5      |
| Neah Evans Pfeiffer Georgi Jessica Roberts                                                              | Madison               | —             | —             | —            | —        | —             | —             | —             | —             | 36 Punkte             | 4             | 4      |
| Lauren Bell Sophie Capewell Emma Finucane                                                               | Teamsprint            | 38,960 s      | 4             | DNF          | DNF      | —             | —             | —             | —             | ausgeschieden         | ausgeschieden | DNF    |
| Anna Morris Josie Knight Jessica Roberts Neah Evans                                                     | Mannschaftsverfolgung | 4:19,800 min  | 4             | 4:18,455 min | 2        | —             | —             | —             | —             | OVL                   | 2             | 4      |
| Männer                                                                                                  |                       |               |               |              |          |               |               |               |               |                       |               |        |
| Charlie Tanfield                                                                                        | Einerverfolgung       | 4:12,600 min  | 3             | —            | —        | —             | —             | —             | —             | Platz 3: 4:15,503 min | 2             | 4      |
| Hamish Turnbull                                                                                         | Keirin                | —             | —             | –            | 5        | –             | 2             | –             | 5             | –                     | 8             | 8      |
| Kian Emadi                                                                                              | 1 km Zeitfahren       | 1:01,910 min  | 12            | —            | —        | —             | —             | —             | —             | ausgeschieden         | ausgeschieden | 12     |
| Rhys Britton                                                                                            | 15 km Scratch         | —             | —             | —            | —        | —             | —             | —             | —             | –2 Punkte             | 12            | 12     |
| Rhys Britton William Tidball                                                                            | Madison               | —             | —             | —            | —        | —             | —             | —             | —             | DNF                   | DNF           | DNF    |
| William Tidball                                                                                         | 40 km Punktefahren    | —             | —             | —            | —        | —             | —             | —             | —             | –60 Punkte            | 18            | 18     |
| William Tidball                                                                                         | Ausscheidungsfahren   | —             | —             | —            | —        | —             | —             | —             | —             | –                     | 5             | 5      |
| Jack Carlin Alistair Fielding Hamish Turnbull                                                           | Teamsprint            | 35,638 s      | 2             | 35,196 s     | 1        | —             | —             | —             | —             | Platz 3: 35,173 s     | 1             | Bronze |
| Rhys Britton Kian Emadi (Qualifikation, Finale) Oliver Wood Charlie Tanfield William Tidball (1. Runde) | Mannschaftsverfolgung | 3:55,998 min  | 4             | 3:55,413 min | 2        | —             | —             | —             | —             | Platz 3: 3:54,373 min | 1             | Bronze |

| Athleten        | Wettbewerb | Qualifikation | Qualifikation | 1. Runde | 1. Runde | Achtelfinale        | Achtelfinale | Viertelfinale    | Viertelfinale | Halbfinale       | Halbfinale    | Finale/Platz 3       | Finale/Platz 3 | Rang   |
| Athleten        | Wettbewerb | Zeit          | Rang          | Gegner   | Ergebnis | Gegner              | Ergebnis     | Gegner           | Ergebnis      | Gegner           | Ergebnis      | Gegner               | Ergebnis       | Rang   |
| --------------- | ---------- | ------------- | ------------- | -------- | -------- | ------------------- | ------------ | ---------------- | ------------- | ---------------- | ------------- | -------------------- | -------------- | ------ |
| Frauen          |            |               |               |          |          |                     |              |                  |               |                  |               |                      |                |        |
| Lauren Bell     | Sprint     | 10,933 s      | 14            | Freilos  | Freilos  | Laurine van Riessen | N            | ausgeschieden    | ausgeschieden | ausgeschieden    | ausgeschieden | ausgeschieden        | ausgeschieden  | 14     |
| Sophie Capewell | Sprint     | 10,697 s      | 7             | Freilos  | Freilos  | Nicky Degrendele    | S            | Emma Hinze       | N             | ausgeschieden    | ausgeschieden | ausgeschieden        | ausgeschieden  | 6      |
| Männer          |            |               |               |          |          |                     |              |                  |               |                  |               |                      |                |        |
| Jack Carlin     | Sprint     | 9,604 s       | 1             | Freilos  | Freilos  | Matteo Bianchi      | S            | Sándor Szalontay | S             | Rayan Helal      | S             | Sébastien Vigier     | N              | Silber |
| Hamish Turnbull | Sprint     | 9,876 s       | 10            | Freilos  | Freilos  | Marc Jurczyk        | S            | Mateusz Rudyk    | S             | Sébastien Vigier | N             | Platz 3: Rayan Helal | N              | 4      |

| Athleten        | Wettbewerb | Qualifikation Punktefahren | Qualifikation Punktefahren | Scratch | Scratch | Temporennen | Temporennen | Ausscheidungs- fahren | Ausscheidungs- fahren | Punkte- fahren | Punkte- fahren | Punkte | Rang |
| Athleten        | Wettbewerb | Punkte                     | Rang                       | Punkte  | Rang    | Punkte      | Rang        | Punkte                | Rang                  | Punkte         | Zieleinlauf    | Punkte | Rang |
| --------------- | ---------- | -------------------------- | -------------------------- | ------- | ------- | ----------- | ----------- | --------------------- | --------------------- | -------------- | -------------- | ------ | ---- |
| Frauen          |            |                            |                            |         |         |             |             |                       |                       |                |                |        |      |
| Pfeiffer Georgi | Omnium     | —                          | —                          | 22      | 10      | 30          | 6           | 36                    | 3                     | 36             | 7              | 124    | 7    |
| Männer          |            |                            |                            |         |         |             |             |                       |                       |                |                |        |      |
| Oliver Wood     | Omnium     | 11                         | 2                          | 24      | 9       | 30          | 6           | 38                    | 2                     | 0              | 8              | 92     | 8    |

#### BMX-Freestyle
| Athleten              | Wettbewerb | Qualifikation | Qualifikation | Finale        | Finale        | Rang   |
| Athleten              | Wettbewerb | Punkte        | Rang          | Punkte        | Rang          | Rang   |
| --------------------- | ---------- | ------------- | ------------- | ------------- | ------------- | ------ |
| Frauen                |            |               |               |               |               |        |
| Sasha Pardoe          | Park       | 59,00         | 6             | 64,60         | 6             | 6      |
| Charlotte Worthington | Park       | 82,30         | 1             | 13,10         | 8             | 8      |
| Männer                |            |               |               |               |               |        |
| Declan Brooks         | Park       | 14,70         | 28            | ausgeschieden | ausgeschieden | 28     |
| Shaun Gornall         | Park       | 82,80         | 2             | 78,30         | 7             | 7      |
| Kieran Reilly         | Park       | 82,15         | 3             | 92,10         | 2             | Silber |

#### Mountainbike
| Athleten       | Wettbewerb    | Zeit      | Rang |
| -------------- | ------------- | --------- | ---- |
| Frauen         |               |           |      |
| Isla Short     | Cross-Country | -1LAP     | 31   |
| Männer         |               |           |      |
| Cameron Orr    | Cross-Country | 1:19:08 h | 12   |
| Thomas Pidcock | Cross-Country | 1:18:09   | Gold |

### Rudern
| Athleten | Wettbewerb                      | Vorlauf      | Vorlauf | Vorlauf        | Hoffnungslauf | Hoffnungslauf | Hoffnungslauf | Halbfinale    | Halbfinale    | Halbfinale    | Finale        | Finale        | Rang   |
| Athleten | Wettbewerb                      | Zeit         | Rang    | Qualifikation  | Zeit          | Rang          | Qualifikation | Zeit          | Rang          | Qualifikation | Zeit          | Rang          | Rang   |
| --- | ------------------------------- | ------------ | ------- | -------------- | ------------- | ------------- | ------------- | ------------- | ------------- | ------------- | ------------- | ------------- | ------ |
| Frauen |                                 |              |         |                |               |               |               |               |               |               |               |               |        |
| Maddie Arlett | Leichtgewichts-Einer            | 8:51,26 min  | 5       | Hoffnungslauf  | DNS           | DNS           | DNS           | —             | —             | —             | ausgeschieden | ausgeschieden | DNS    |
| Benjamin Pritchard | PR1-Einer                       | 10:13,44 min | 2       | Hoffnungslauf  | 10:33,93 min  | 1             | A-Finale      | —             | —             | —             | 9:53,75 min   | 3             | Bronze |
| Kyra Edwards Saskia Budgett | Doppelzweier                    | 7:39,49 min  | 2       | Halbfinale     | –             | –             | –             | 7:24,36 min   | 3             | A-Finale      | 7:33,40 min   | 5             | 5      |
| Emily Craig Imogen Grant | Leichtgewichts-Doppelzweier     | 7:42,44 min  | 1       | A-Finale       | –             | –             | –             | —             | —             | —             | 7:27,82 min   | 1             | Gold   |
| Jessica Marie Leyden Lola Anderson Georgina Megan Brayshaw Lucy Glover                                                                 | Doppelvierer                    | 7:09,73 min  | 1       | A-Finale       | –             | –             | –             | —             | —             | —             | 6:49,21 min   | 1             | Gold   |
| Emily Ford Esme Booth | Zweier ohne Steuerfrau          | 7:44,93 min  | 1       | A-Finale       | –             | –             | –             | —             | —             | —             | 7:36,20 min   | 2             | Silber |
| Heidi Long Rowan McKellar Samantha Redgrave Rebecca Shorten                                                                            | Vierer ohne Steuerfrau          | 7:11,95 min  | 1       | A-Finale       | –             | –             | –             | —             | —             | —             | 6:50,92 min   | 1             | Gold   |
| Rebecca Edwards Lauren Irwin Emily Ford Esme Booth Samantha Redgrave Rebecca Shorten Rowan McKellar Heidi Long Morgan Baynham-Williams | Achter                          | 6:43,52 min  | 2       | Hoffnungslauf  | abgesagt      | abgesagt      | A-Finale      | —             | —             | —             | 6:28,02 min   | 2             | Silber |
| Männer |                                 |              |         |                |               |               |               |               |               |               |               |               |        |
| Graeme Thomas | Einer                           | 8:17,09 min  | 1       | A/B-Halbfinale | —             | —             | —             | 7:12,80 min   | 1             | A-Finale      | 7:25,32 min   | 5             | 5      |
| Jamie Copus Dale Flockhart | Leichtgewichts-Doppelzweier     | 7:18,52 min  | 4       | Hoffnungslauf  | 6:58,07 min   | 3             | B-Finale      | ausgeschieden | ausgeschieden | ausgeschieden | 6:55,55 min   | 1             | 7      |
| Benjamin Britchard | PR1-Einer                       | 10:13,44 min | 2       | Hoffnungslauf  | 10:33,93 min  | 1             | A-Finale      | —             | —             | —             | 9:53,75 min   | 3             | Bronze |
| Oliver Wynne-Griffith Thomas George | Zweier ohne Steuermann          | 7:02,55 min  | 1       | Halbfinale     | –             | –             | –             | 6:55,85 min   | 1             | A-Finale      | 6:46,52 min   | 2             | Silber |
| Harry Leask George Bourne Matthew Haywood Thomas Barras                                                                                | Doppelvierer                    | 6:22,99 min  | 2       | Halbfinale     | –             | –             | –             | 6:15,77 min   | 3             | A-Finale      | 6:11,04 min   | 4             | 4      |
| William Stewart Samuel Nunn Matthew Aldridge Freddie Davidson                                                                          | Vierer ohne Steuermann          | 6:32,26 min  | 1       | A-Finale       | –             | –             | –             | —             | —             | —             | 6:15,43 min   | 1             | Gold   |
| Rory Gibbs Morgan Bolding David Bewicke-Copley Sholto Carnegie Charles Elwes Thomas Digby James Rudkin Tom Ford Harry Brightmore       | Achter                          | 5:59,29 min  | 1       | A-Finale       | —             | —             | —             | —             | —             | —             | 5:49,67 min   | 1             | Gold   |
| Mixed |                                 |              |         |                |               |               |               |               |               |               |               |               |        |
| Francesca Allen Giedre Rakauskaite Edward Fuller Oliver Stanhope Erin Kennedy                                                          | PR3-Vierer mit Steuerfrau/-mann | 7:23,21 min  | 1       | A-Finale       | —             | —             | —             | —             | —             | —             | 7:06,73 min   | 1             | Gold   |

### Sportklettern
| Athleten             | Wettbewerb | Qualifikation | Qualifikation | Halbfinale    | Halbfinale    | Finale        | Finale        | Rang          |
| Athleten             | Wettbewerb | Punkte        | Rang          | Punkte        | Rang          | Punkte        | Rang          | Rang          |
| -------------------- | ---------- | ------------- | ------------- | ------------- | ------------- | ------------- | ------------- | ------------- |
| Frauen               |            |               |               |               |               |               |               |               |
| Thea Cameron         | Lead       | 39,95         | 42            | ausgeschieden | ausgeschieden | ausgeschieden | ausgeschieden | 42            |
| Erin McNeice         | Bouldern   | 0T3z 0 7      | 31            | ausgeschieden | ausgeschieden | ausgeschieden | ausgeschieden | 31            |
| Erin McNeice         | Lead       | 31,82         | 36            | ausgeschieden | ausgeschieden | ausgeschieden | ausgeschieden | 36            |
| Joanna Neame         | Lead       | 43,25         | 44            | ausgeschieden | ausgeschieden | ausgeschieden | ausgeschieden | 44            |
| Emily Phillips       | Bouldern   | 0T4z 0 11     | 29            | ausgeschieden | ausgeschieden | ausgeschieden | ausgeschieden | 29            |
| Molly Thompson-Smith | Bouldern   | 0T2z 0 5      | 43            | ausgeschieden | ausgeschieden | ausgeschieden | ausgeschieden | 43            |
| Molly Thompson-Smith | Lead       | 16,31         | 17            | 24            | 13            | ausgeschieden | ausgeschieden | 13            |
| Holly Toothill       | Bouldern   | 1T2z 3 6      | 25            | ausgeschieden | ausgeschieden | ausgeschieden | ausgeschieden | 25            |
| Jennifer Wood        | Lead       | 39,50         | 41            | ausgeschieden | ausgeschieden | ausgeschieden | ausgeschieden | 41            |
| Männer               |            |               |               |               |               |               |               |               |
| Hamish McArthur      | Bouldern   | 3T4z 7 6      | 9             | 0T2z 0 10     | 18            | ausgeschieden | ausgeschieden | 18            |
| Hamish McArthur      | Lead       | 7,25          | 8             | DNS           | DNS           | ausgeschieden | ausgeschieden | ausgeschieden |
| Maximillian Milne    | Bouldern   | 2T5z 9 11     | 25            | ausgeschieden | ausgeschieden | ausgeschieden | ausgeschieden | 25            |
| Maximillian Milne    | Lead       | 23,98         | 27            | ausgeschieden | ausgeschieden | ausgeschieden | ausgeschieden | 27            |
| Nathan Phillips      | Bouldern   | 2T3z 6 12     | 35            | ausgeschieden | ausgeschieden | ausgeschieden | ausgeschieden | 35            |
| James Pope           | Bouldern   | 2T3z 2 4      | 17            | 0T2z 0 6      | 14            | ausgeschieden | ausgeschieden | 16            |
| James Pope           | Lead       | 19,44         | 18            | 21            | 24            | ausgeschieden | ausgeschieden | 24            |
| Toby Roberts         | Bouldern   | 2T4z 8 6      | 31            | ausgeschieden | ausgeschieden | ausgeschieden | ausgeschieden | 52            |
| Toby Roberts         | Lead       | 13,19         | 12            | 36            | 13            | ausgeschieden | ausgeschieden | 13            |

| Athleten     | Wettbewerb | Qualifikation | Qualifikation | Achtelfinale  | Achtelfinale  | Viertelfinale | Viertelfinale | Halbfinale    | Halbfinale    | Finale        | Finale        | Rang |
| Athleten     | Wettbewerb | Zeit          | Rang          | Gegner        | Zeit          | Gegner        | Zeit          | Gegner        | Zeit          | Punkte        | Rang          | Rang |
| ------------ | ---------- | ------------- | ------------- | ------------- | ------------- | ------------- | ------------- | ------------- | ------------- | ------------- | ------------- | ---- |
| Männer       |            |               |               |               |               |               |               |               |               |               |               |      |
| Matthew Fall | Speed      | 6,587 s       | 18            | ausgeschieden | ausgeschieden | ausgeschieden | ausgeschieden | ausgeschieden | ausgeschieden | ausgeschieden | ausgeschieden | 18   |

### Triathlon
| Athleten                                            | Wettbewerb | Zeit      | Rang |
| --------------------------------------------------- | ---------- | --------- | ---- |
| Frauen                                              |            |           |      |
| Sophie Alden                                        | Einzel     | DNF       | DNF  |
| Iona Miller                                         | Einzel     | 2:00:53 h | 36   |
| Issy Morris                                         | Einzel     | 1:58:08 h | 27   |
| Non Stanford                                        | Einzel     | 1:52:10 h | Gold |
| Männer                                              |            |           |      |
| Daniel Dixon                                        | Einzel     | 1:49:10 h | 48   |
| Barclay Izzard                                      | Einzel     | 1:45:08 h | 30   |
| Harry Leleu                                         | Einzel     | 1:45:01 h | 29   |
| Grant Sheldon                                       | Einzel     | 1:43:04 h | 15   |
| Jack Willis                                         | Einzel     | 1:44:20 h | 24   |
| Mixed                                               |            |           |      |
| Hamish Reilly Iona Miller Non Stanford Ben Dijkstra | Staffel    | 1:29:14 h | 12   |

### Turnen
| Athleten                                                                              | Wettbewerb           | Qualifikation | Qualifikation | Finale        | Finale        | Rang   |
| Athleten                                                                              | Wettbewerb           | Punkte        | Rang          | Punkte        | Rang          | Rang   |
| ------------------------------------------------------------------------------------- | -------------------- | ------------- | ------------- | ------------- | ------------- | ------ |
| Frauen                                                                                |                      |               |               |               |               |        |
| Ondine Achampong                                                                      | Boden                | 12,666        | 25            | ausgeschieden | ausgeschieden | 25     |
| Ondine Achampong                                                                      | Schwebebalken        | 13,266        | 7             | 13,400        | 2             | Silber |
| Ondine Achampong                                                                      | Stufenbarren         | 12,233        | 43            | ausgeschieden | ausgeschieden | 43     |
| Ondine Achampong                                                                      | Mehrkampf Einzel     | —             | —             | 52,098        | 13            | 13     |
| Georgia-Mae Fenton                                                                    | Boden                | 13,900        | 7             | 13,633        | 6             | 6      |
| Jennifer Gadirova                                                                     | Boden                | 13,533        | 6             | 13,466        | 5             | 5      |
| Jennifer Gadirova                                                                     | Schwebebalken        | 12,900        | 16            | ausgeschieden | ausgeschieden | 16     |
| Jessica Gadirova                                                                      | Boden                | 13,766        | 2             | 14,000        | 1             | Gold   |
| Jessica Gadirova                                                                      | Schwebebalken        | 12,233        | 37            | ausgeschieden | ausgeschieden | 37     |
| Jessica Gadirova                                                                      | Sprung               | 13,699        | 2             | 13,433        | 5             | 5      |
| Jessica Gadirova                                                                      | Stufenbarren         | 12,833        | 29            | ausgeschieden | ausgeschieden | 29     |
| Jessica Gadirova                                                                      | Mehrkampf Einzel     | —             | —             | 52,698        | 10            | 10     |
| Alice Kinsella                                                                        | Boden                | 13,533        | 7             | ausgeschieden | ausgeschieden | 7      |
| Alice Kinsella                                                                        | Schwebebalken        | 13,033        | 10            | ausgeschieden | ausgeschieden | 10     |
| Alice Kinsella                                                                        | Stufenbarren         | 13,966        | 6             | 11,666        | 8             | 8      |
| Alice Kinsella                                                                        | Mehrkampf Einzel     | —             | —             | 54,132        | 2             | Silber |
| Georgia-Mae Fenton Alice Kinsella Jessica Gadirova Jennifer Gadirova Ondine Achampong | Mehrkampf Mannschaft | 162,129       | 2             | 161,164       | 2             | Silber |
| Männer                                                                                |                      |               |               |               |               |        |
| Joe Fraser                                                                            | Barren               | 15,066        | 1             | 15,333        | 1             | Gold   |
| Joe Fraser                                                                            | Boden                | 13,633        | 29            | ausgeschieden | ausgeschieden | 29     |
| Joe Fraser                                                                            | Pauschenpferd        | 14,600        | 1             | 13,900        | 8             | 8      |
| Joe Fraser                                                                            | Reck                 | 13,700        | 15            | ausgeschieden | ausgeschieden | 15     |
| Joe Fraser                                                                            | Ringe                | 14,266        | 9             | ausgeschieden | ausgeschieden | 9      |
| Joe Fraser                                                                            | Mehrkampf Einzel     | —             | —             | 85,565        | 1             | Gold   |
| James Hall                                                                            | Barren               | 14,133        | 16            | 14,866        | 3             | Bronze |
| James Hall                                                                            | Pauschenpferd        | 13,933        | 10            | ausgeschieden | ausgeschieden | 10     |
| James Hall                                                                            | Reck                 | 13,900        | 7             | 13,933        | 4             | 4      |
| James Hall                                                                            | Ringe                | 13,533        | 29            | ausgeschieden | ausgeschieden | 29     |
| Jake Jarman                                                                           | Barren               | 14,133        | 17            |               |               | 17     |
| Jake Jarman                                                                           | Boden                | 14,466        | 4             | 14,433        | 3             | Bronze |
| Jake Jarman                                                                           | Pauschenpferd        | 13,033        | 43            | ausgeschieden | ausgeschieden | 43     |
| Jake Jarman                                                                           | Reck                 | 13,200        | 41            | ausgeschieden | ausgeschieden | 41     |
| Jake Jarman                                                                           | Ringe                | 12,800        | 72            | ausgeschieden | ausgeschieden | 72     |
| Jake Jarman                                                                           | Sprung               | 14,433        | 7             | 14,983        | 1             | Gold   |
| Jake Jarman                                                                           | Mehrkampf Einzel     | —             | —             | 82,465        | 8             | 8      |
| Giarnni Regini-Morgan                                                                 | Barren               | 14,666        | 6             | 14,866        | 3             | Bronze |
| Giarnni Regini-Morgan                                                                 | Boden                | 14,266        | 8             | 12,933        | 7             | 7      |
| Giarnni Regini-Morgan                                                                 | Pauschenpferd        | 13,133        | 39            | ausgeschieden | ausgeschieden | 39     |
| Giarnni Regini-Morgan                                                                 | Reck                 | 9,900         | 107           | ausgeschieden | ausgeschieden | 107    |
| Giarnni Regini-Morgan                                                                 | Sprung               | 14,683        | 5             | ausgeschieden | ausgeschieden | 5      |
| Courtney Tulloch                                                                      | Boden                | 12,733        | 72            | ausgeschieden | ausgeschieden | 72     |
| Courtney Tulloch                                                                      | Ringe                | 14,733        | 4             | 14,866        | 3             | Bronze |
| Courtney Tulloch                                                                      | Sprung               | 14,700        | 4             | 14,100        | 7             | 7      |
| James Hall Joe Fraser Jake Jarman Courtney Tulloch Giarnni Regini-Morgan              | Mehrkampf Mannschaft | 255,827       | 1             | 254,295       | 1             | Gold   |